# Philippe Van Muylder
Philippe Van Muylder (Brussel, 31 mei 1956) is een Belgisch syndicalist en voormalig algemeen secretaris van het Brusselse Intergewestelijk ABVV. 

## Levensloop
Hij studeerde Romaanse talen aan de Université Catholique de Louvain. Hij begon zijn professionele loopbaan als leerkracht.
Vervolgens was hij directeur van het Instituut Bruxellois des Nouvelles Entreprises en later kabinetsmedewerker van de Waalse minister van Gezondheid.
In 2003 volgde hij Anne-Marie Appelmans op als algemeen-secretaris van het Brusselse ABVV. In 2018 werd hij in die functie opgevolgd door Estelle Ceulemans.